# Jacob Hess (Kunsthistoriker)

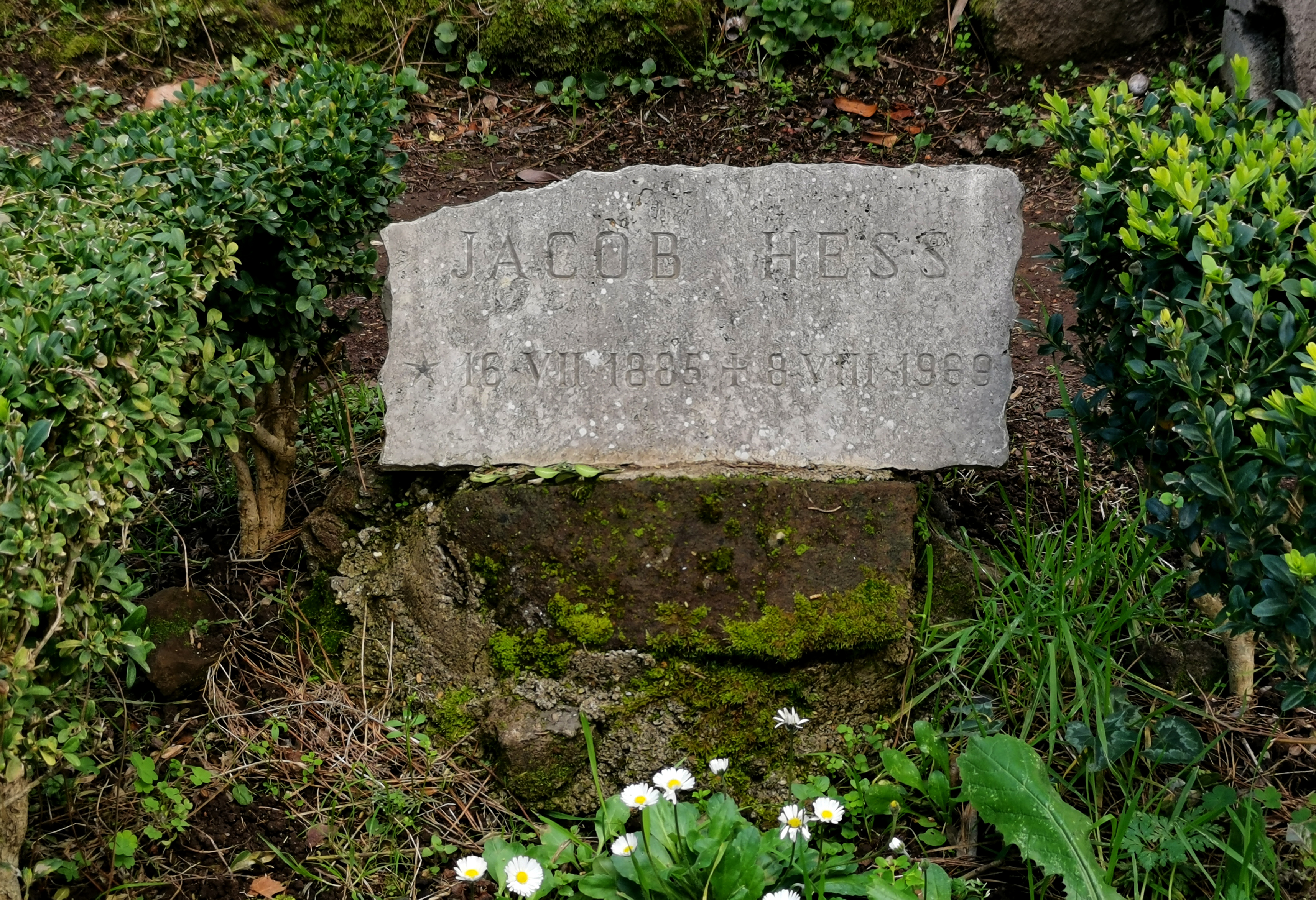
Grab auf dem Nichtkatholischen (Protestantischen) Friedhof Rom

Jacob Hess (geboren 16. Juli 1885 in München; gestorben 8. August 1969 in Rom) war ein deutscher Kunsthistoriker.

## Leben
Jacob Hess studierte von 1919 bis 1926 Kunstgeschichte, Klassische Archäologie und Germanistik in München und wurde bei Heinrich Wölfflin mit einer Dissertation über die Künstlerbiographien („vite“) des Giovanni Battista Passeri promoviert. Mit einem Stipendium der Notgemeinschaft der deutschen Wissenschaft arbeitete er weiter an der Vorbereitung einer Edition der Vite des Passeri. Nach der Machtübergabe an die Nationalsozialisten 1933 verlegte er 1934 seinen Arbeitsort als Privatgelehrter von München nach Rom. Für ein kleines Honorar bearbeitete er im Auftrag der Bibliotheca Vaticana das Manuskript der „Vite“ des Giovanni Baglione und publizierte einige Artikel in wissenschaftlichen Zeitschriften, bis die italienische Regierung auf der Grundlage der antisemitischen Leggi razziali ihn 1939 des Landes verwies.
Hess floh nach London und erhielt Hilfe durch das Warburg Institute und die Society for the Protection of Science and Learning (SPSL). Der Kunsthistoriker Ellis K. Waterhouse, der ihn in Rom kennengelernt hatte, gewährte ihm eine Wohnung und, ohne sein Wissen, einen finanziellen Unterhalt. Auch der Emigrant Richard Krautheimer unterstützte ihn finanziell, derweil nach Ausbruch des Zweiten Weltkriegs die Honorarzahlung der  Bibliotheca Vaticana ausblieb. 1940 wurde Hess als Enemy Alien für eine Zeit auf der Isle of Man interniert.
Hess konnte 1948 nach Rom zurückkehren, seine Arbeit wurde wieder durch den Vatikan bezahlt. Als Hess ab 1950 eine Wiedergutmachungsrente der Bundesrepublik Deutschland erhielt, bestand er darauf, seine Schulden bei der SPSL zu begleichen. Ab 1953 wurde seine editorische Arbeit durch die Deutsche Forschungsgemeinschaft (DFG) gefördert. 1965 wurde ihm das Bundesverdienstkreuz 1. Klasse überreicht.

## Schriften (Auswahl)
- (Hrsg.): Giovanni Battista Passeri. Die Künstlerbiographien. Nach den Hs. d. Autors. hrsg. u. mit Anm. vers. von Jacob Hess (Il libro delle vite de pittori, scultori et architetti) (= Römische Forschungen der Bibliotheca Hertziana Bd. 11). Keller, Leipzig und Schroll, Wien, 1934.
- Agostino Tassi, der Lehrer des Claude Lorrain. Ein Beitrag zur Geschichte der Barockmalerei in Rom. Selbstverlag, München, 1935.
- Kunstgeschichtliche Studien zu Renaissance und Barock. Aufsatzsammlung. 2 Bde. Ed. di storia e letteratura, Rom, 1967.
- postum: Herwarth Röttgen (Hrsg.): Giovanni Baglione. Le vite de’ pittori, et scvltori et architetti. Dal pontificato di Gregorio XIII del 1572 in fino a’ tempi di Papa Urbano Ottavo nel 1642. Text und Kommentar. 3 Bde. Biblioteca Apostolica Vaticana, Rom, 1995 ISBN 88-210-0661-1.